# Appias libythea

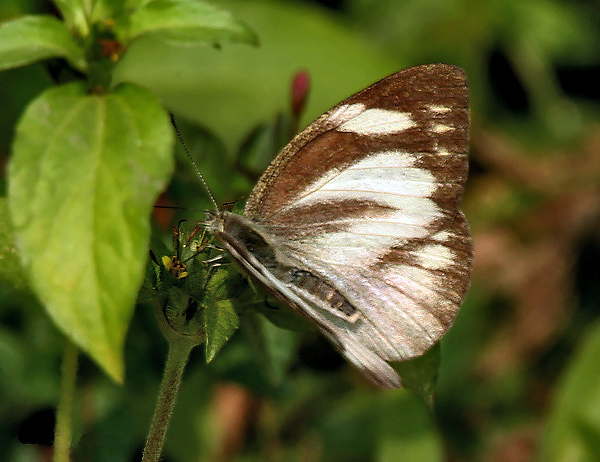
Female in Kolkata, Ấn Độ.

Bướm hải âu sọc(danh pháp khoa học: Appias libythea) là một loài bướm nhỏ thuộc họ Pieridae, có màu vàng và trắng, được tìm thấy ở Ấn Độ và Đông Nam Á.

## Hình ảnh

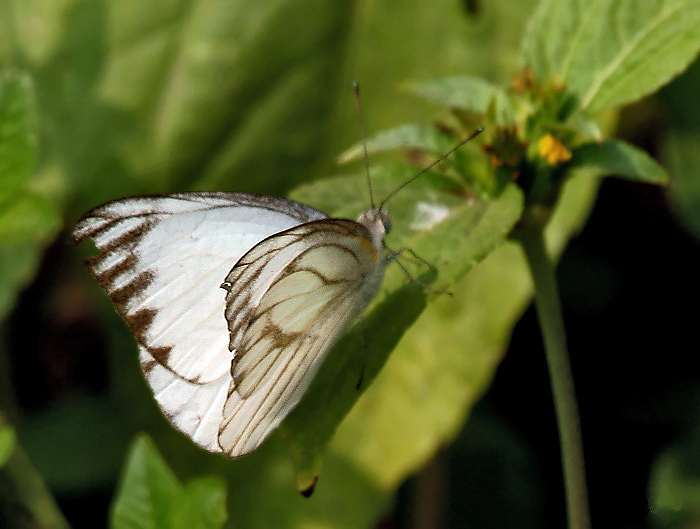
Con đực ở Kolkata, Ấn Độ.
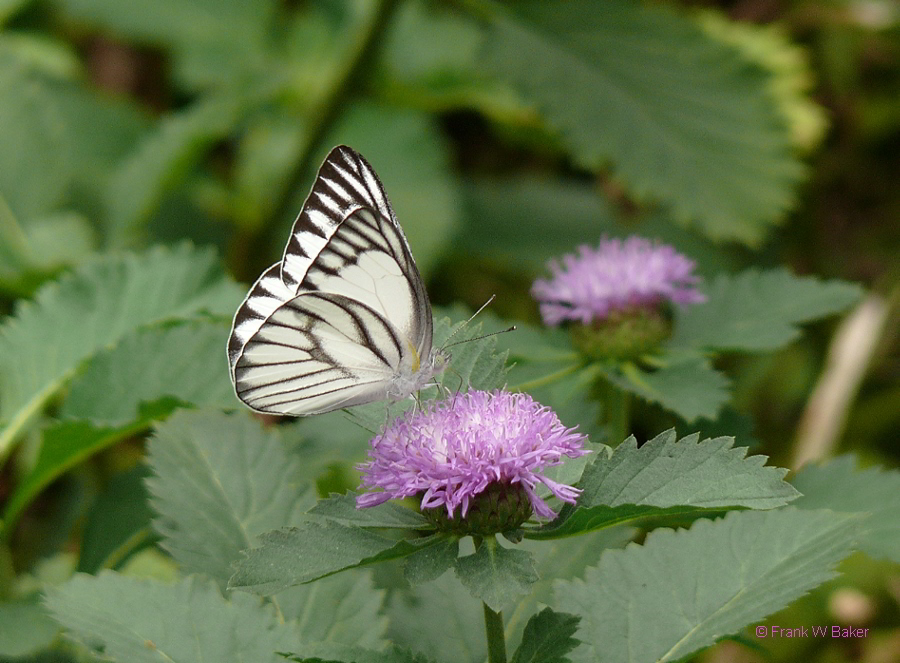
Con đực Appias libythea (Fabricius) ở Kuala Lumpur, Malaysia.
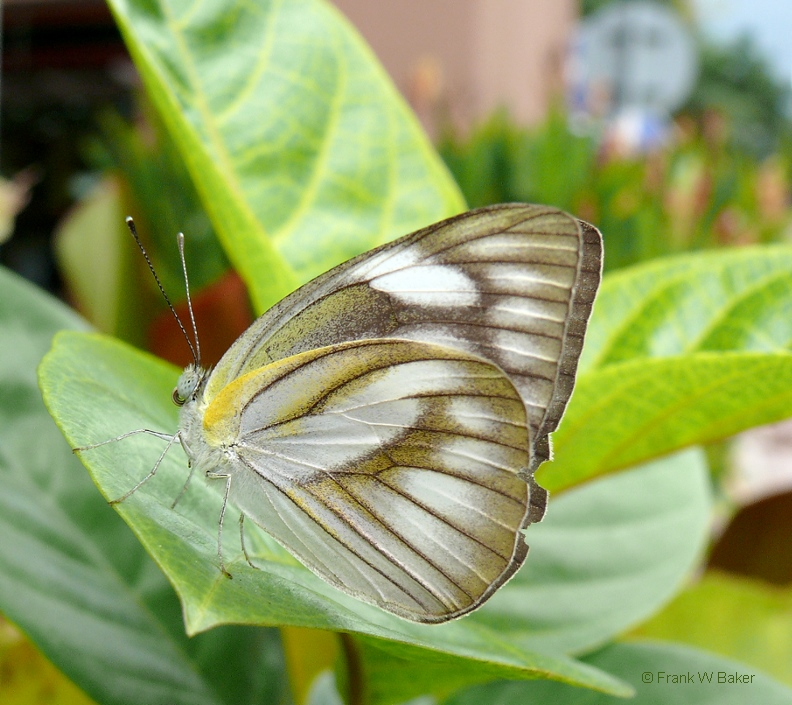
Con cái Appias libythea (Fabricius) ở Kuala Lumpur, Malaysia.